# 安福路322號

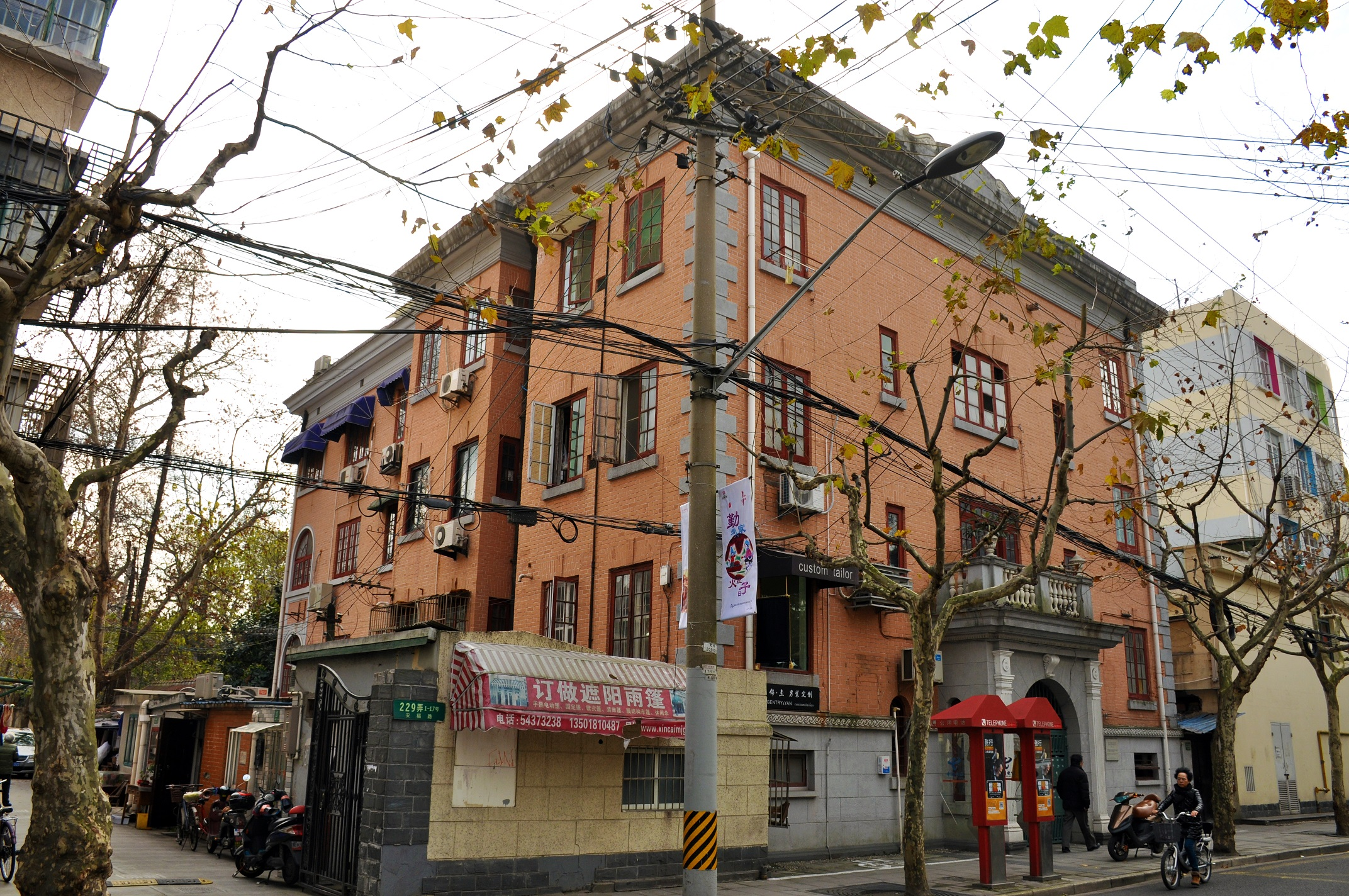
安福路322號公寓

安福路322號又名巨泼来斯公寓，是中華人民共和國上海市徐匯區的一個歷史建築，建於1932年，為上海市第四批优秀历史建筑。該建築是一個西班牙式的三层花园住宅。该住宅原为孔令侃产业。後該建筑被永乐股份有限公司等使用。安福路322号院一层則開設Film电影时光书店，內部陈列600多种与电影相关的图书。